# Kasimijja
Kasimijja – wieś w Syrii, w muhafazie Al-Hasaka. W 2004 roku liczyła 1183 mieszkańców.